# Дунаїв (Кременецький район)
Ду́наїв — село в Україні, у Кременецькій міській громаді Кременецького району Тернопільської області. Розташоване на річці Іква, у центрі району, при підніжжі Кременецьких гір.

## Загальні відомості
До 2020 року — центр сільради, якій були підпорядковані села Богданівка, Куликів, Савчиці. У зв'язку з переселенням жителів хутір Заболотний (Вірля) виключений з облікових даних.
Населення становить — 517 осіб (2003). Відстань до районного центру 11 км, до найближчої залізничної станції Радивилів — 35 км.

## Історія
Поблизу Дунаєва виявлено археологічні пам'ятки пізнього палеоліту, черняхівської та давньоруської культур.
За історичними даними село Дунаїв вперше згадується у 1438 році як Денятин. У 1493 році Дунаїв (також Куликів та Рудка) належали луцькому старості Петрові Монтигердовичу.
19 липня 1506 року село Денятин отримав у вічне володіння волинський боярин, зем'янин Луцького повіту Митько Бабинський. Відповідну грамоту затвердив король польський і великий князь литовський Олександр І Ягеллончик.
У 1534 р. Микола-Христофор Радзивілл (Чорний) продав віленському біскупу Яну (Івану) з литовських князів спільний пол. macierzysty маєток Дунаїв (також Куликів, Рудку) Крем'янецького повіту.
Як замкове село Дунаїв згадується у 1545 році. Так за люстрацією Кременецького замку в Дунаєві був замковий млин на три камені. Це саме джерело вказує, що в  переліку замкових сіл та людей при ньому (дані за люстраціями 1542, 1545, 1552рр) Дунаїв (17 тяглих; те ж; 11 дворищ; 11 димів, городників 6, на волі 6 димів); 
На 1936 рік село входило до ґміни Бережці Кременецького повіту. 
Була польська, потім німецька та радянська окупація, тепер — у незалежній Україні.

## Пам'ятки

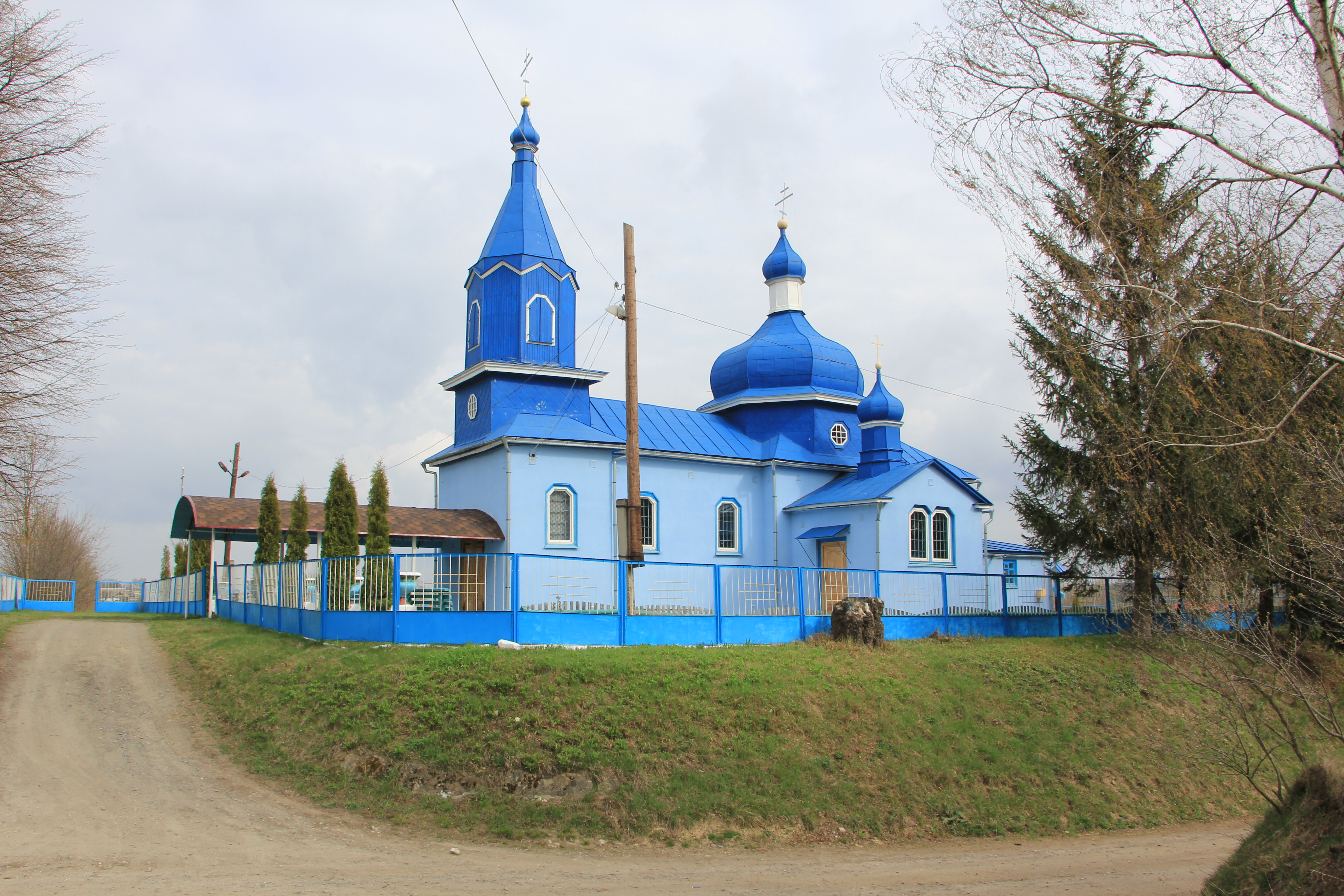
Церква

У 1975 році на честь 40-ksnnz перемоги в німецько-радянській війні відкрито монумент Слави воїнам землякам.
В селі є дерев'яна церква Святого Димитрія, збудована в 1879 році. У 2005 році побудували капличку на честь Святого Пантелеймона, де освячується вода в день його пам'яті.
24 серпня 2014 року відкрито пам'ятник Олександру Капіносу, герою Небесної сотні.
12 червня 2020 року, відповідно до розпорядження Кабінету Міністрів України № 724-р «Про визначення адміністративних центрів та затвердження територій територіальних громад Тернопільської області», увійшло до складу Кременецької міської громади.
19 липня 2020 року, в результаті адміністративно-територіальної реформи та ліквідації Кременецького (1940-2020) району, село увійшло до складу новоутвореного Кременецького району.

## Населення
За даними перепису населення 2001 року мовний склад населення села був таким:
| Мова       | Число ос. | Відсоток |
| ---------- | --------- | -------- |
| українська | 507       | 98,45    |
| російська  | 8         | 1,55     |

## Соціальна сфера
Діють: Загальноосвітня школа І-ІІІ ступенів імені Героя України Олександра Капіноса, дошкільний навчальний заклад загального розвитку «Бджілка», Будинок культури, бібліотека, клуб, амбулаторія (загальної практики сімейної медицини), перукарня, відділення зв'язку (Укрпошта), 6 торгових закладів.

## Відомі люди

### Народилися
- Іван Рудницький (1856–1906) — нотаріус, громадський діяч.
- Олександр Капінос (1984–2014) — Герой України, учасник Революції гідності.

### Проживали
- Зіновій Демко (нар. 1950) — економіст, господарник, громадський діяч, меценат.

### Працюють
У селі проживає та очолює місцеве господарство «Денятин» агроном, краєзнавець В. Бернацький, який 12 років працював директором Кременецького краєзнавчого музею.

## Галерея

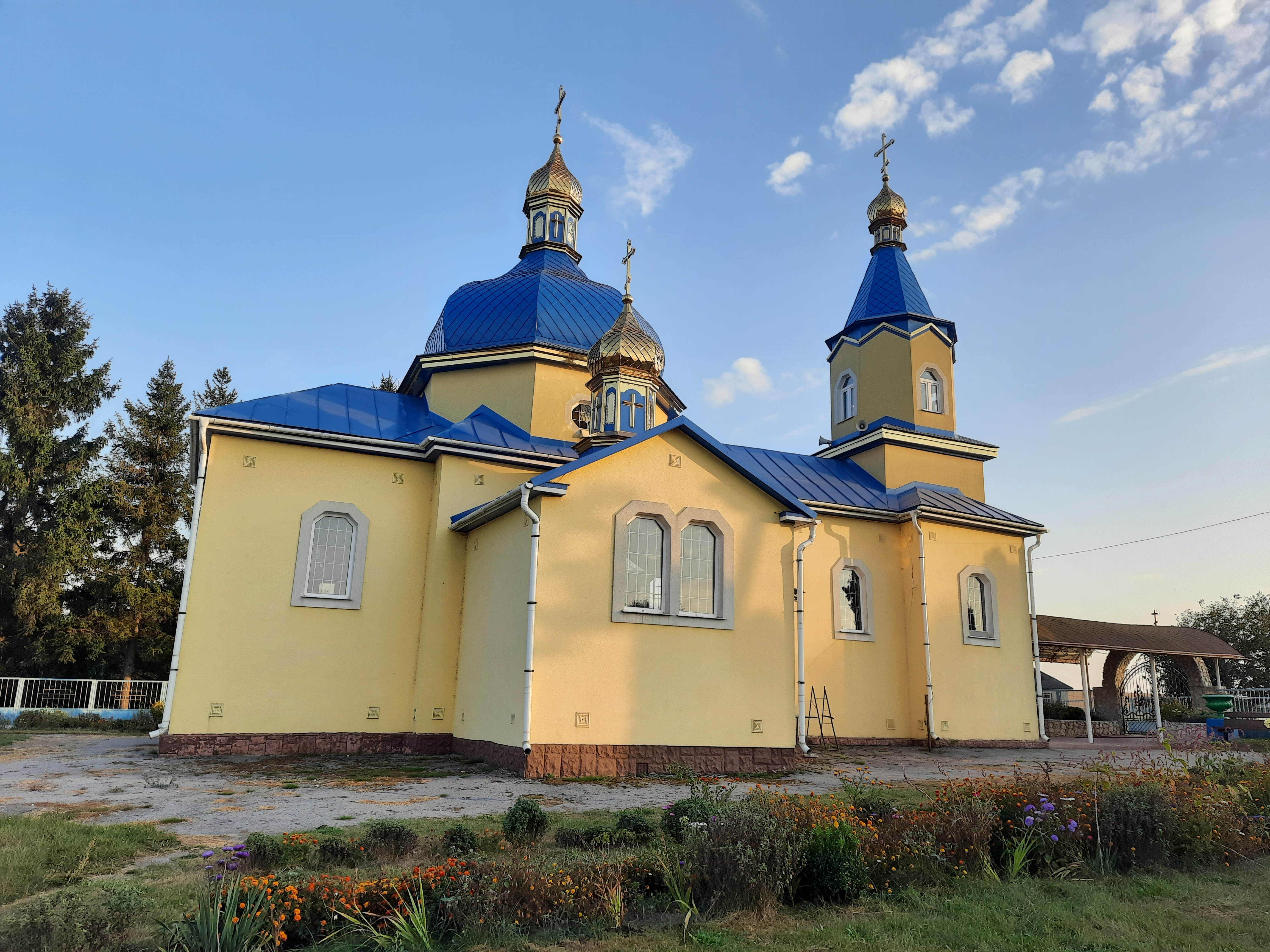
Церква Святого Димитрія ПЦУ
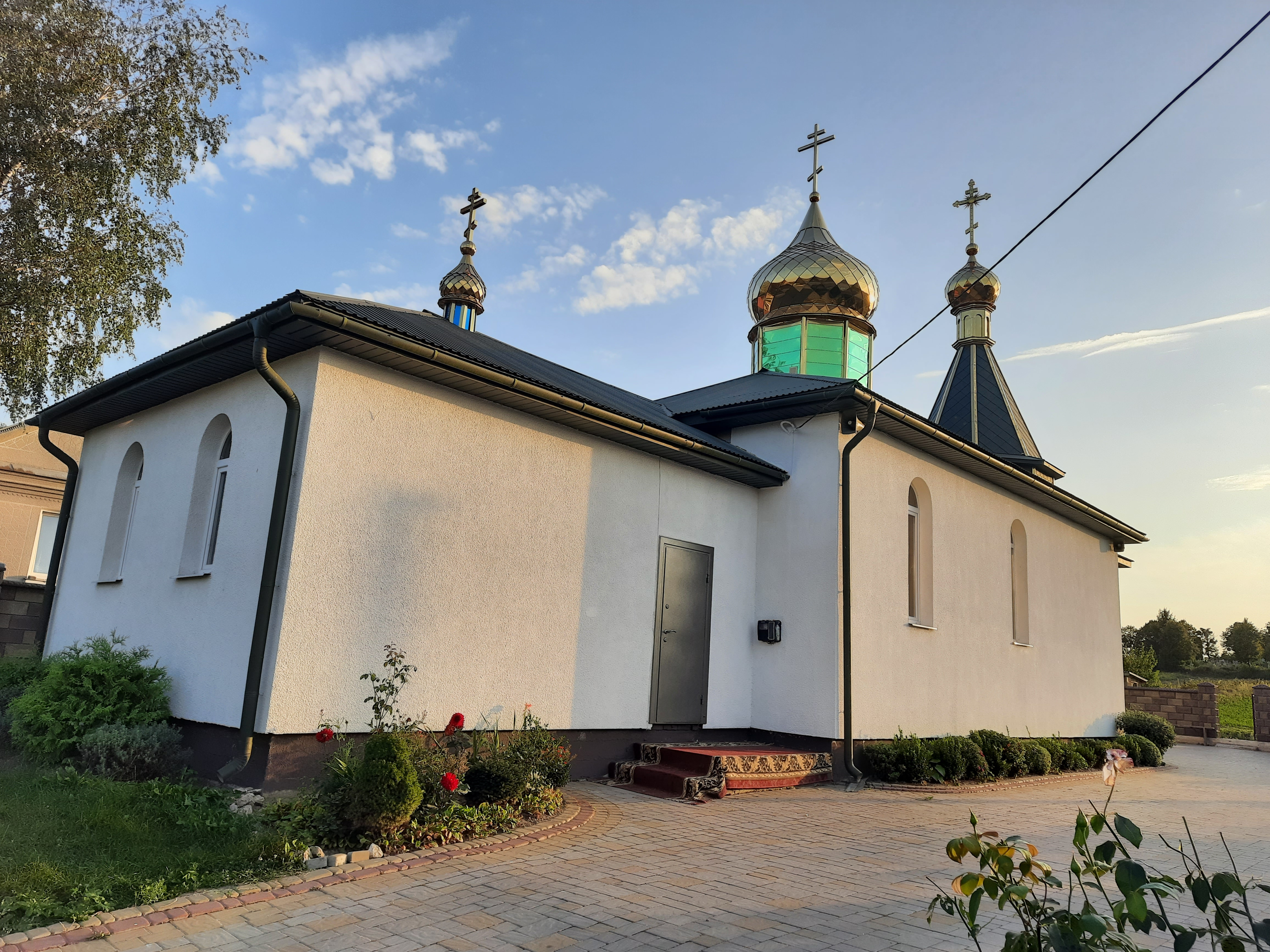
Церква УПЦ
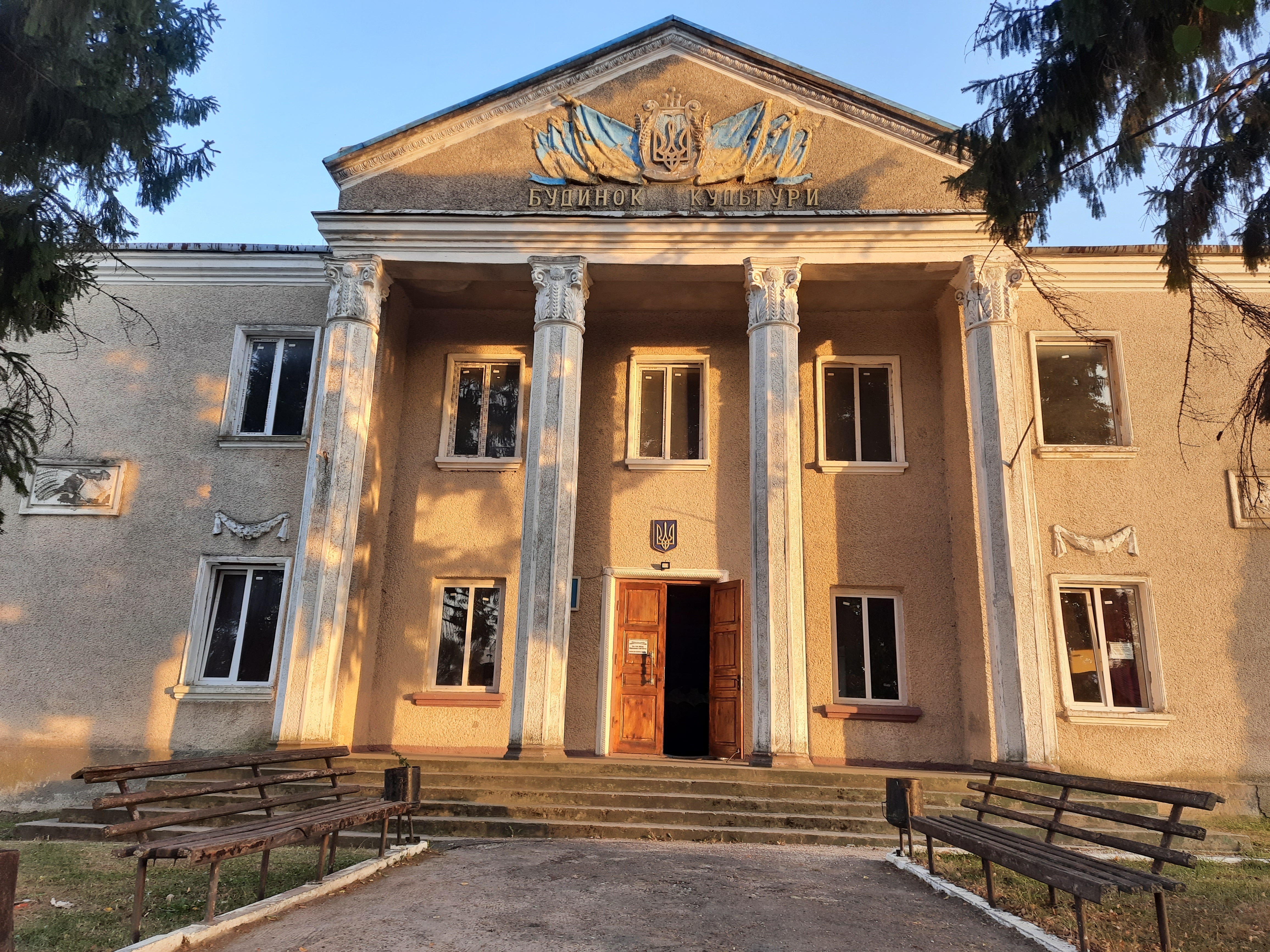
Будинок культури
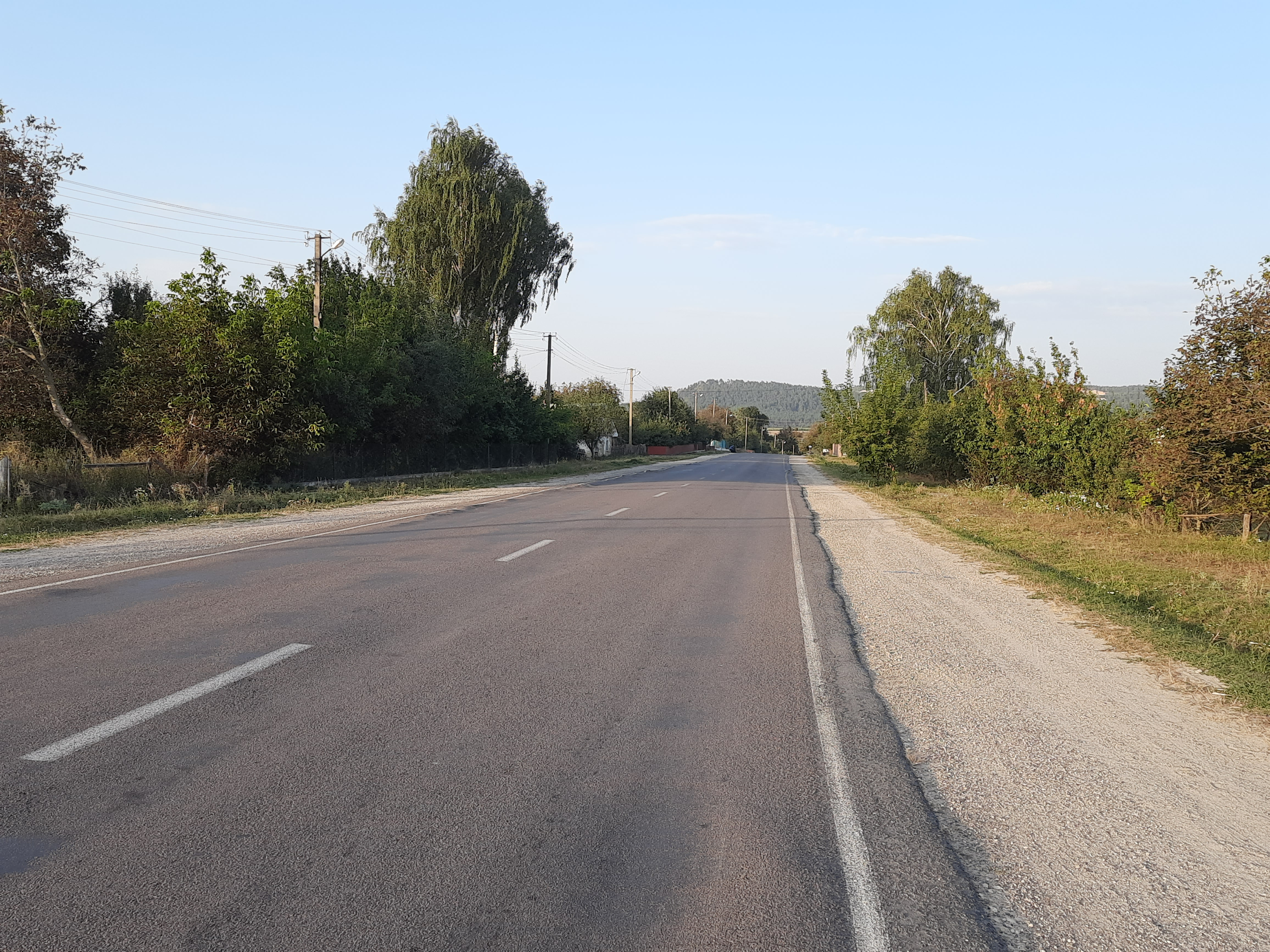
Дорога через село
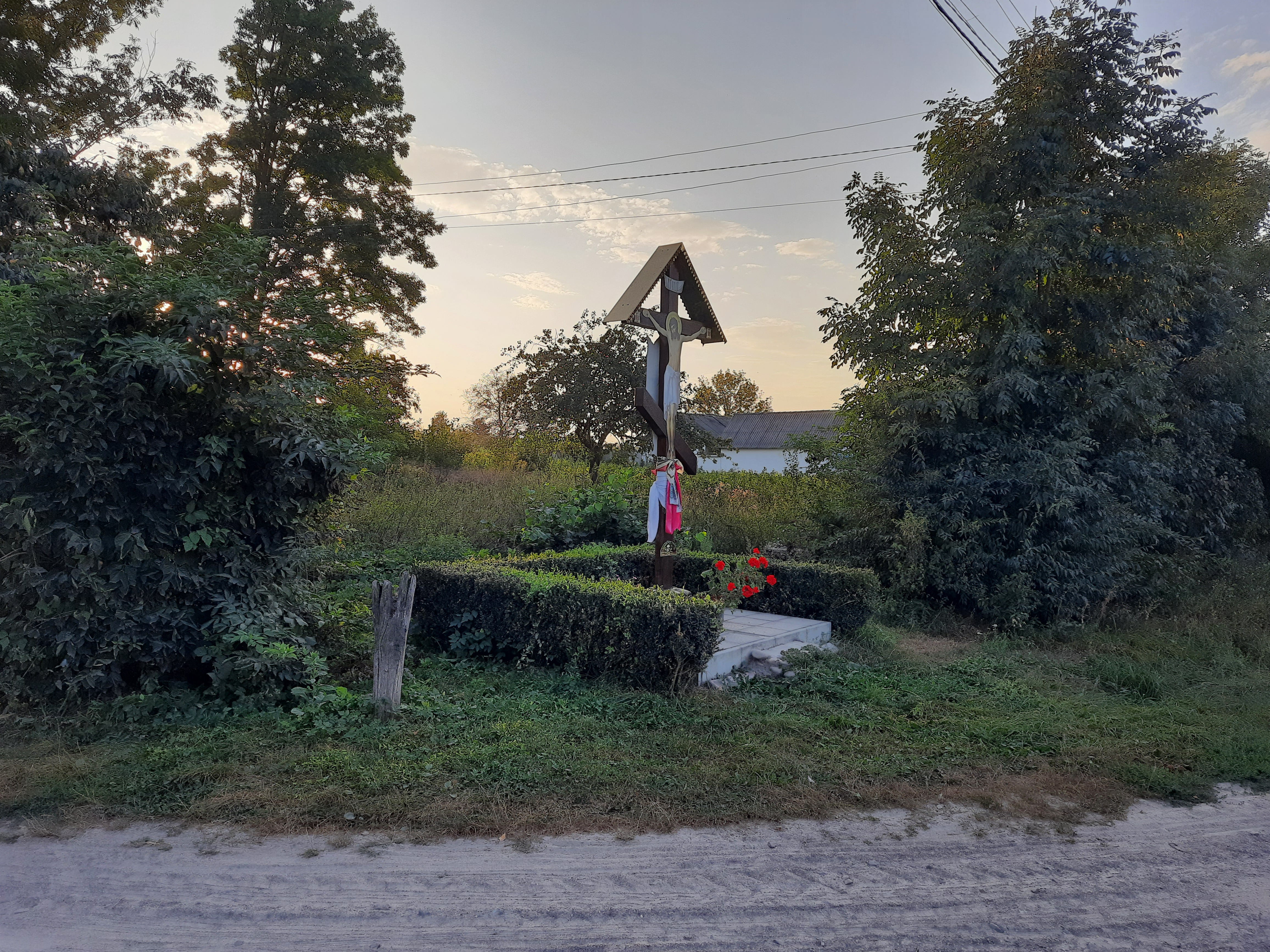
Пам'ятний хрест
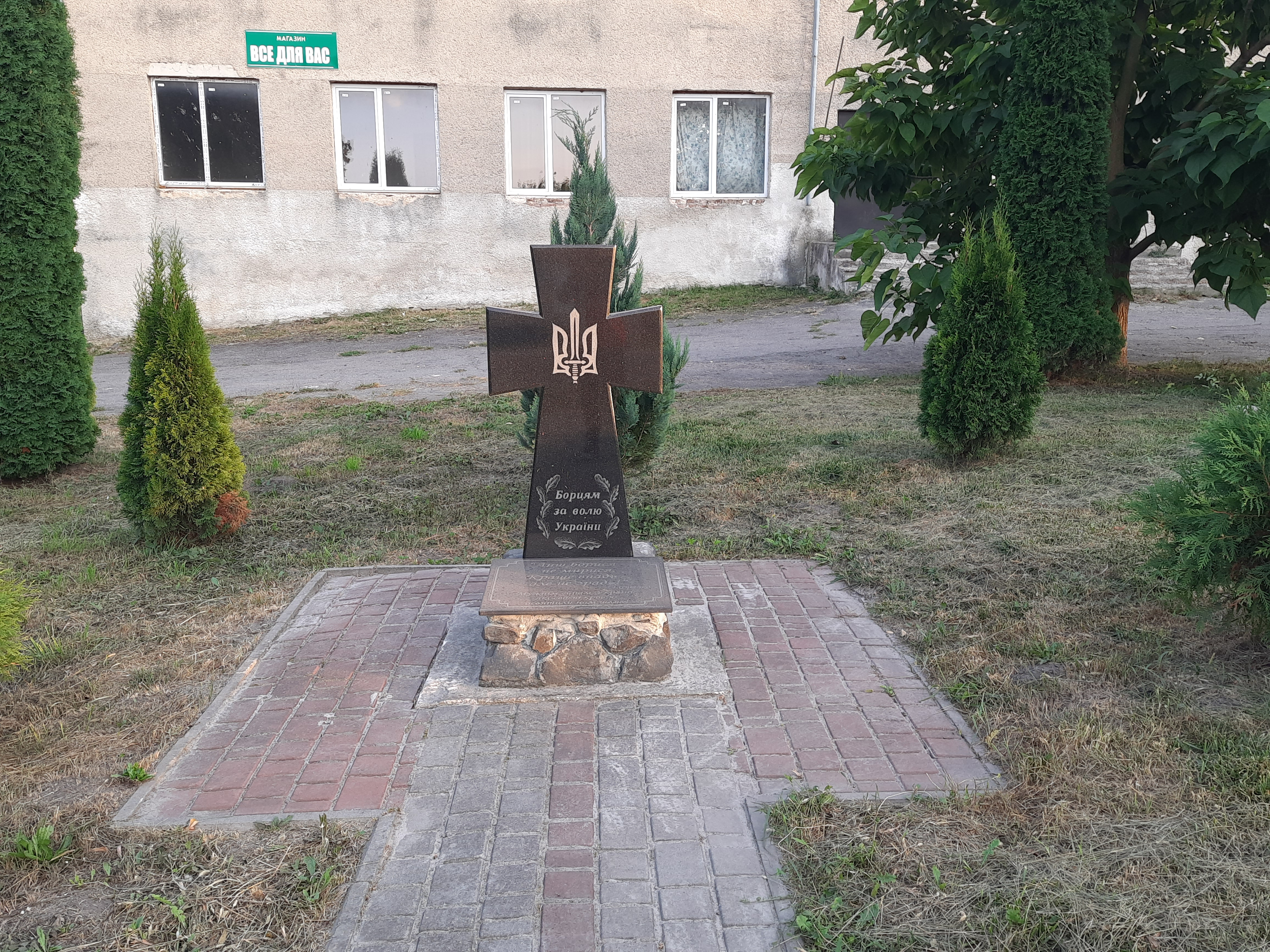
Пам'ятний знак Борцям за волю України
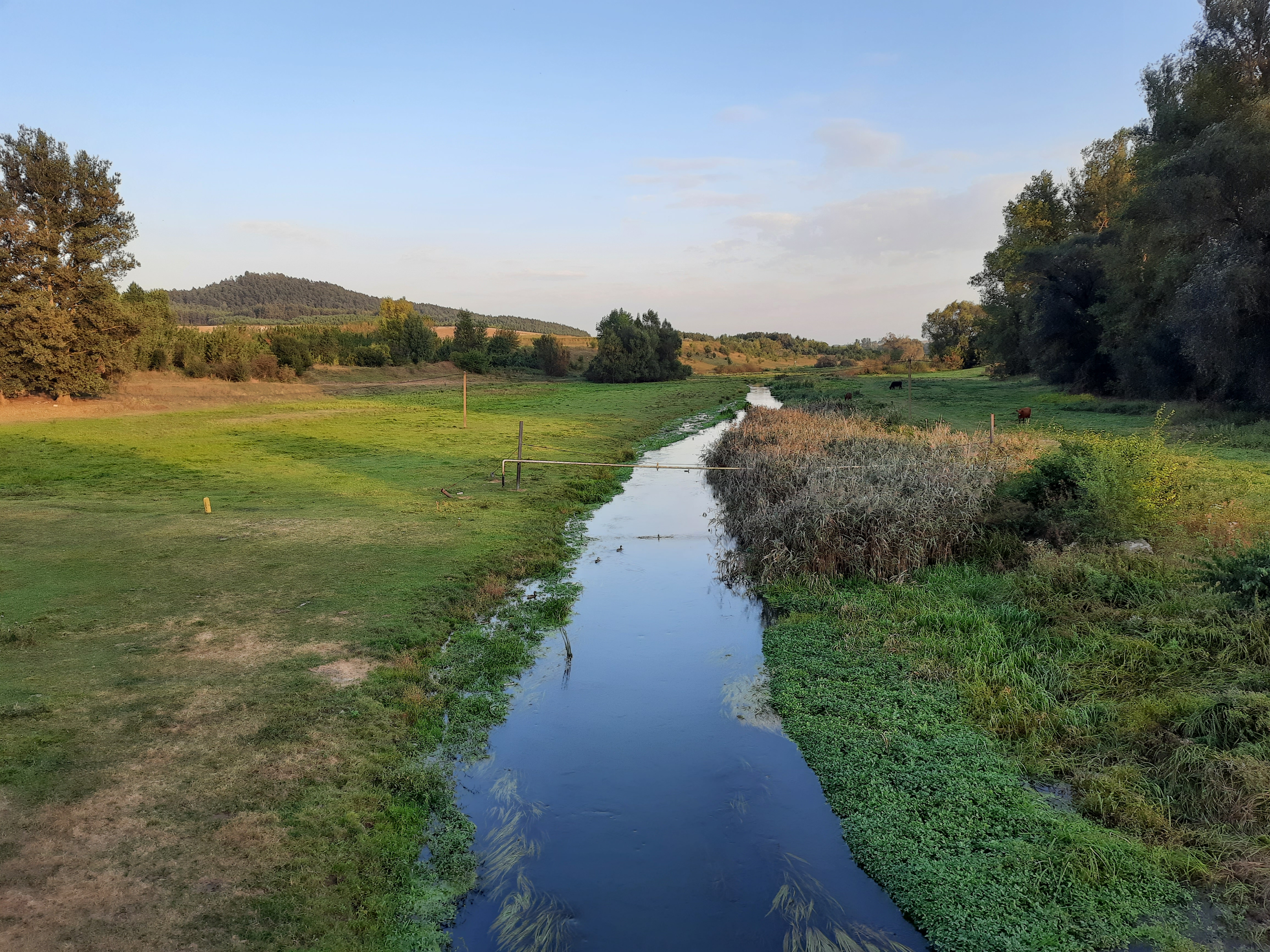
Річка Іква біля села